# Dragon (film 2006)
Dragon è un film del 2006 diretto da Leigh Scott. È un B movie prodotto da The Asylum, società specializzata nelle produzioni di film a basso costo per il circuito direct-to-video. In Italia è stato distribuito da Minerva Pictures.

## Trama
Alora, principessa di un regno in guerra contro degli elfi oscuri, decide di raggiungere il regno di Bagnor Brim per chiedere aiuto al re Blackthorne. Alora viene attaccata da elfi oscuri e salvata da un drago. Subito dopo viene raggiunta dai cavalieri Artemir e Bain. Il gruppo viene attaccato da dei vassalli al servizio del cacciatore di draghi Kensington. Alora promette loro un titolo di riconoscenza se l'accompagneranno nel suo viaggio. Si imbatteranno nella negromante Freyja e la sua elfa Damara. Freyja prevede che alcuni di loro moriranno durante il percorso e uno di loro ucciderà lo stesso drago che ha salvato la principessa.
Il gruppo verrà attaccato diverse volte dal drago e Freyja si sacrifica per salvare i compagni e rivela di essere la madre di Alora. Freyja, inoltre, dona alla figlia la sua bacchetta che durante lo scontro finale col drago si trasformerà in una lancia. Alona con la lancia uccide il drago e alla fine il gruppo fa un funerale a Freyja e ai compagni morti. Una voce narrante rivela che la guerra contro gli elfi oscuri è finita, ma il padre di Alona è morto in battaglia e lei si ritrova a governare con Sir Cador al suo fianco.

## Produzione
Il film fu prodotto da The Asylum con un budget stimato in 500000 $.